# Rileya americana
Rileya americana är en stekelart som beskrevs av Girault 1916. Rileya americana ingår i släktet Rileya och familjen kragglanssteklar. Inga underarter finns listade i Catalogue of Life.